# Kreiensen
Kreiensen è una frazione della città tedesca di Einbeck.

## Storia
Il 1º marzo 1974 al comune di Kreiensen fu unito il territorio dei soppressi comuni di Ahlshausen-Sievershausen, Bentierode, Beulshausen, Billerbeck, Bruchhof, Erzhausen, Garlebsen, Greene, Haieshausen, Ippensen, Olxheim, Opperhausen, Orxhausen e Rittierode.
Il 1º gennaio 2013 il comune di Kreiensen venne aggregato alla città di Einbeck.